# کرستلاین (نوادا)
کرستلاین (به انگلیسی: Crestline) یک منطقهٔ مسکونی در ایالات متحده آمریکا است که در شهرستان لینکلن، نوادا واقع شده‌است. کرستلاین ۱٬۸۲۴٫۸۶ متر بالاتر از سطح دریا واقع شده‌است.